# Débat sur le drapeau de l'Australie

Le drapeau actuel de l'Australie

Le débat sur le drapeau de l'Australie est un débat sur l'éventualité d'un changement du drapeau australien pour en faire retirer l'Union Flag, symbole du Royaume-Uni, du coin supérieur gauche de celui-ci : en parallèle avec un sentiment d'autonomie de plus en plus grandissant en Australie, le républicanisme australien (en).
Ce débat a refait surface à plusieurs reprises, comme lors des célébrations du bicentenaire de l'Australie (en), en 1988, et au cours du mandat du cabinet du Premier ministre de Paul Keating, qui avait publiquement soutenu un changement au drapeau national.

## Arguments pour un changement de drapeau

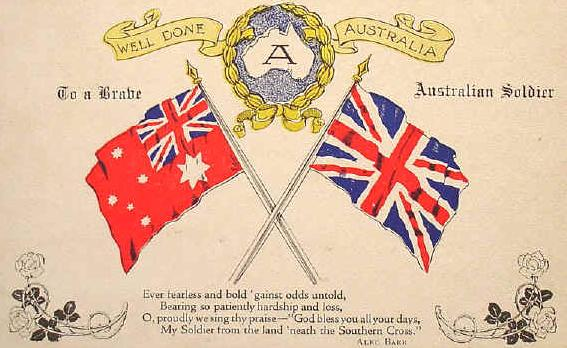
Une carte postale australienne célébrant la fin de la Seconde Guerre mondiale

L’idée d’un changement de drapeau est née d’une association à but non lucratif dénommée Ausflag (en). Bien que celle-ci ne soutienne pas un drapeau en particulier, et de plus qu’elle ne soit pas favorable à l’adoption du drapeau Eureka comme drapeau national, elle a organisé un grand nombre de concours pour dessiner des candidats en alternative à l'actuel.
Tout d’abord, selon les partisans du changement, le drapeau actuel ne permet pas à l’Australie de se distinguer car il contient le drapeau d’un autre pays, le Royaume-Uni, en position prééminente. En particulier, le drapeau est difficile à repérer parmi les nombreux autres drapeaux basés sur le Blue Ensign, comme le drapeau de la Nouvelle-Zélande — un débat sur le drapeau de la Nouvelle-Zélande est lui-aussi en cours, cet argument étant aussi utilisé —, et le drapeau de l’État de Victoria. Ainsi la Ligue Monarchiste Australienne (en) (AML) durant sa compagne contre le Référendum australien de 1999 imprima-t-elle par erreur le drapeau néo-zélandais à la place de l’australien sur un flyer. Comme sur les 54 États membres du Commonwealth, seuls cinq d’entre eux — dont le Royaume-Uni et la Nouvelle-Zélande — incluent l’Union Flag sur leur étendard national, le changement ne poserait pas de problème particulier dans le commonwealth.

Les armoiries australiennes, sans aucun lien avec le drapeau

De plus, le drapeau actuel ne montre pas suffisamment selon eux que l’Australie est une nation indépendante, l’Union Flag suggère plutôt un rapport de colonie ou de territoire ultramarin à métropole entre le Commonwealth d’Australie et l’Union Jack. Seuls la Nouvelle-Zélande — qui souhaite changer son drapeau —, les Îles Fidji et les Tuvalu l’ont conservé lors de leur indépendance. D’autres membres du Commonwealth l’ont retiré de leur drapeau avant même de devenir des républiques. Le Canada, une monarchie constitutionnelle, a remplacé son Red Ensign par l’Unifolié en 1965 .  Pire, les couleurs du drapeau actuel — rouge, bleu et blanc — ne sont ni les couleurs officielles de l’Australie (vert et or), ni ses couleurs traditionnelles héraldiques (bleu et or). Il est aussi anachronique car il ne représente que l’héritage britannique dans l’Australie sans refléter les changements vers une société multiculturelle et pluraliste. En particulier, aucune mention n’est faite des Aborigènes d’Australie pour lesquels le drapeau britannique est le symbole d’une oppression coloniale. Ces trois points en font un drapeau complètement déconnecté du pays qu’il est censé représenter, ce qui s’explique facilement par son histoire : le drapeau fut dessiné[Quand ?] par seulement quatre Australiens — dont deux adolescents — et un Néo-Zélandais sélectionnés dans un concours dont les règles stipulaient que le projet proposé devait inclure la Croix du Sud et le Blue Ensign, avant d’être approuvé par le roi Edward VII du Royaume-Uni et, comme le drapeau est aussi le pavillon maritime de l’Australie, par l’Admiralty britannique.

L’Australian Red Ensign, drapeau national civile et pavillon marchand de la Fédération d’Australie de 1901 à 1954

Enfin, le drapeau actuel n’a pas toujours été le symbole national le plus important. Depuis la création de la Fédération en 1901, il a le plus souvent été hissé en même temps que le drapeau du Royaume-Uni, qui a eu la préséance comme drapeau national de 1924 à 1954. Jusqu'à la fin des années 1920 le drapeau de l’Empire est resté plus populaire que le drapeau de l’Australie, pour les événements publics et même certains événements officiels Par exemple, le drapeau de l’Union Jack fut seul à flotter lors de la visite du Duc et de la Duchesse d’York, futurs George V et Élisabeth II, en 1927. Le drapeau lui-même a changé plusieurs fois depuis 1901, tant au niveau du nombre de branches aux étoiles que de la couleur d’arrière-plan, la question concernant la version à préférer entre la bleue et la rouge revenant régulièrement, créant une confusion à l’avantage du drapeau britannique jusqu’en 1954 où le bleu fut officiellement adopté. Il est par ailleurs, fallacieux de prétendre que les Australiens « ont combattu et sont morts sous le drapeau », étant donné que lors de la plupart des guerres ayant impliqué des Australiens, ceux-ci se sont battus sous des drapeaux britanniques variés ou sous l’Australian Red Ensign (en). Avant 1941, seulement 10 % des drapeaux militaires étaient bleus et en 1945, seuls des drapeaux rouges étaient hissés le long des parades officielles célébrant la fin de la guerre. Le drapeau fabriqué en secret par les prisonniers de guerre de Changi Prison, par exemple était lui-même rouge, et pendant des années les cercueils des soldats morts au champ d’honneur furent recouvert du drapeau Britannique.

## Propositions de nouveaux drapeaux

### Eureka Flag

Le drapeau Eureka, symbole de la protestation pour une grande variété de causes en Australie

L’une des propositions les plus récurrentes consiste à utiliser le drapeau Eureka en tant que drapeau national de l’Australie. En effet, celui-ci, à l’origine le drapeau de combat utilisé par les mineurs de la palissade Eureka lors de leur rébellion, est devenu le symbole de soutien de toutes les causes « justes » en Australie.
Il est constitué, sur un fond bleu représentant l’océan, d’une croix et de cinq étoiles — qui ne sont pas des étoiles de la fédération — formant approximativement la croix du Sud.
Cependant, cette proposition n’a pas reçu le soutien d’Ausflag, l’association estimant que le drapeau Eureka est le symbole de la lutte contre l’injustice, plutôt que celui de l’Australie.

### Remplacement de l’Union Flagpar le drapeau aborigène

Le drapeau australien, avec le Blue Ensign remplacé par le drapeau aborigène

Une autre proposition consiste à remplacer le Blue Ensign par le drapeau aborigène, dessiné par l’artiste Luritjien (en) Harold Thomas (en). Bien qu'il ne s’agisse que d’une simple évolution, impliquant la suppression des liens de soumission au Royaume-Uni et la création de nouveaux avec les peuples aborigènes, elle n’a pas rencontré un large soutien, ce qui rend peu probable son adoption comme drapeau national.
Les raisons sont avant tout symboliques. D’une part, en vexillologie, l’inclusion d’un symbole dans le canton d’un drapeau implique la subordination au groupe représenté par le symbole ; or l’Australie n’est pas subordonnée aux Aborigènes. D’autre part, selon Harold Thomas, « [le drapeau aborigène] n’est pas une chose secondaire. Il se dresse seul, et n’a pas à être placé en complément à un autre. Il ne devrait pas être traité ainsi. » Cette proposition a aussi l’inconvénient de ne pas traiter les Aborigènes d’Australie et les Indigènes du détroit de Torrès sur un pied d’égalité, ces derniers ayant aussi un drapeau non inclus dans cette proposition, alors que les deux peuples ont le même statut. Enfin visuellement, la superposition de noir sur du bleu est considérée comme « pauvre » par la plupart des vexillologues.
Malgré cela, le drapeau « autralo-aborigène » apparaît dans le film de science-fiction Event Horizon, le vaisseau de l'au-delà ; on peut y voir Sam Neill, Australien membre de l’équipage le portant sur la manche de son costume.

### Utilisation de l’Étoile de la fédération

Le drapeau gagnant du concours Ausflag de 2000

La proposition gagnante au concours Ausflag de 2000, de Frank Gentil, consiste à supprimer le drapeau britannique dans le canton et à déplacer l’Étoile de la fédération, qui représente les États et les Territoires de l’Australie, du bas vers le haut en l’agrandissant au passage, et en la changeant de couleur ; et à modifier les proportions du drapeau de 1/2 à 2/3. Un drapeau de ce type est utilisé par le Parti Républicain Australien depuis sa fondation en 1949.

### Autres propositions
Un grand nombre d’autres propositions de drapeaux ont été faites au cours du débat, certaines ayant reçu plus de soutien que d’autres. On peut citer notamment l’idée de ne conserver que la Croix du Sud sur fond bleu entourée de deux bandes rouges, en 1/2 ou 2/3 ; de placer une représentation stylisée d’Uluru ; de révolutionner complètement le drapeau en en créant un nouveau, à fond rouge, sur lequel se trouvent un disque rouge symbolisant le Soleil et un kangourou ; ou de trouver un compromis, en modifiant la disposition des éléments sur le drapeau et surtout en abandonnant les couleurs dominantes actuelles — bleu, blanc, rouge — n’ayant aucune signification, au profit des couleurs des armoiries Australiennes que sont le jaune et le vert.

## Arguments pour le drapeau actuel

Le Federation Flag, première proposition de drapeau national de l'Australie, était déjà constitué de l’Union Flag et de la Croix du Sud.

En réponse à l’augmentation de la publicité faite par Ausflag en faveur d’un nouveau drapeau, les conservateurs ont créé l’Australian National Flag Association (en) (association du drapeau national australien) pour résister contre le changement.
D’après eux, le drapeau actuel est un symbole populaire de l’Australie, qu’aucun autre emblème n’a jamais réussi à supplanter. Le fait qu'il a été choisi parmi les résultats d'un concours public ayant reçu plusieurs milliers de réponses et qu’il a été dessiné par quatre Australiens et un Néo-Zélandais, est par ailleurs un gage suffisant de la représentativité qu’à le drapeau du peuple australien.
Bien que le drapeau actuel implique une subordination de l’Australie au Royaume-Uni, la plupart des Australiens ne le comprennent pas ainsi : l’Union flag dans le canton est perçu par les plus conservateurs issus des jeunes générations comme un symbole des origines du pays, de son appartenance au Commonwealth des nations, du système de monarchie parlementaire de Westminster et le l’intégration des aborigènes depuis 1788. Hawaï, État des États-Unis, par exemple, l’intègre dans son propre drapeau en partie pour son importance historique pour la communauté indigène des îles. Il a aussi une importance émotionnelle, et traditionnelle : la Royal Australian Navy l’a utilisé de 1911 à 1967, date à laquelle l’Australian white ensign est officiellement devenu le pavillon de guerre. D’autres branches de l’Australian Defence Force l’ont utilisé comme étendard lors de diverses parades depuis 1911,.
Enfin, d’après Nigel Morris de l’Australian Flag Society (en) — lobby en faveur du maintien du drapeau actuel — il est d’une importance historique puis que « le drapeau sous lequel l’Australie a grandi, a été associé à toutes les réalisations du pays sur la scène internationale »,. Ses éléments essentiels — étoile de la fédération, Union flag, Croix du Sud, disposition générale… — sont en effet restés inchangés depuis 1901, à l’exception de la couleur du fond passée du rouge au bleu et du nombre de branches à l’étoile de la fédération ; et eux-mêmes étaient basés sur des drapeaux plus anciens encore tels que le drapeau de l’Australasian Anti-Transportation League (en) et tous les Blue Ensigns des États du Commonwealth.

## Croix du Sud

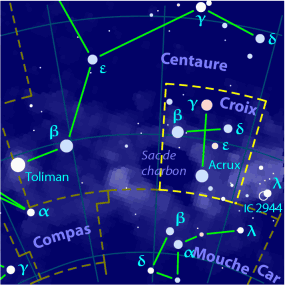
Carte du ciel nocturne centrée sur la Croix du Sud.

La majorité des partisans d’un nouveaux drapeau souhaitent conserver la Croix du Sud dans celui-ci. La plupart des propositions faites à Ausflag mettent en valeur la constellation symbole de l’hémisphère austral, avec les quatre étoiles principale Alpha Crucis, Beta Crucis, Gamma Crucis et Delta Crucis représentées comme des étoiles de la fédération à sept branches et Epsilon Crucis comme une plus petite étoile à cinq branches seulement, à l’instar du drapeau actuel.
La Croix du Sud est le symbole qui signale que l’Australie se situe dans l’hémisphère sud, symbole que l’on retrouve sur d’autres drapeaux. Elle a été utilisée sur les premiers drapeaux de l’Australie, dès les débuts de la domination coloniale des Britanniques. Elle était connue des Aborigènes, et prend place dans nombre de leurs légendes.
Certains, cependant, pensent que la Croix du Sud ne représente pas spécifiquement l’Australie, mais plus généralement tous les pays situés dans l’hémisphère sud. En plus du drapeau Australien, elle apparaît aussi sur ceux du Brésil, des Samoa, de la Papouasie-Nouvelle-Guinée et de la Nouvelle-Zélande.

## Avancement du débat
Dès l’annonce initiale, en 1901, des résultats du concours fédéral de drapeau, les réactions furent mitigées. Beaucoup critiquèrent un drapeau peu esthétique, notamment dû à la taille trop importante de l’étoile de la fédération,. Étant donné que le drapeau était exactement le même que le drapeau de l’État de Victoria, à l’étoile de la fédération près, de nombreuses critiques provenant du gouvernement fédéral et du gouvernement de la Nouvelle-Galles du Sud dénoncèrent un drapeau « trop Victorien ». Certains pensèrent même que le drapeau vainqueur du précédent concours, fait à Melbourne, était bien meilleur que le drapeau choisi en 1901. Le magazine républicain The Bulletin le décrivit ainsi :

« Une pourriture réchauffée du drapeau britannique sans valeur artistique ni signification nationale. Les mentalités évoluent lentement, et l’Australie reste le petit garçon de la Grande-Bretagne. Quoi de plus naturel alors qu’il doive accepter les coups-bas de son père — sans pouvoir protester, et à peine résister à sa volonté. Ce drapeau bâtard est le symbole de l’opinion bâtarde australienne. »

Vainqueur du concours de Melbourne
Version bleue du drapeau vainqueur (1901 - 1903)
Drapeau approuvé par le roi Edward VII du Royaume-Uni (1903 - 1909)

Proposition de drapeau de Chris Watson.

Le troisième Premier Ministre australien, Chris Watson, proposa un drapeau de substitution, qui aurait « l’Union Jack au centre, porté par six bandes rouges verticales sur fond blanc » : « the Union Jack in the center resting on six vertical red stripes on a white ground. ». En 1904, quant à la suite du lobbying fait par le Sénateur Richard Crouch, la chambre des Représentants décréta que le drapeau bleu « devrait flotter sur chaque fort, place publique et bâtiment public du Commonwealth à toute occasion possible » lui conférant le même statut que l’Union Jack au Royaume-Uni, le ministère de la Défense refusa, considérant que le drapeau était plus un pavillon maritime et suivant la préconisation royale d’utiliser le drapeau britannique ; Chris Watson, approché par le Ministre de la Défense déclara au Parlement qu’il n’était pas satisfait par le drapeau actuel, et que l’application de la loi de 1904 pourrait attendre qu’un drapeau plus approprié soit adopté.
Le 14 avril 1954, le flag act de 1953 devint une loi après avoir reçu le support de tous les partis. Le Premier Ministre Robert Menzies statua au parlement : « Cette loi n’est qu’une mesure de forme, puis qu’elle ne fait qu’institutionnaliser ce qui est devenu une pratique courante en Australie. ».
La première proposition de nouveau drapeau, faite en 1956 par la Ligue Républicaine Socialiste, était une évolution du drapeau existant, qui proposait de remplacer l’Union Jack par l’étoile de la fédération.
Le 1er août, The Bulletin lança une « quête de drapeaux nationaux Australiens », en vue de la visite officielle de la reine Élisabeth II pour l’inauguration de l’opéra de Sydney ; dix propositions furent retenues parmi les 2000 et affichées dans les grands magasins dans les capitales des régions de la fédération nationale d’abord, puis en province.